# 秋乃みずき
秋乃 みずき（あきの みずき、1991年11月13日 - ）は日本のグラビアアイドル。東京都出身。株式会社アフロディーテ所属。2008年4月までは、みずきという芸名で活動していた。2011年5月16日より活動休止中。

## 出演

### テレビ
- グラビアの美少女 #446（MONDO TV、2009年6月5日）

### 雑誌
- 週刊少年チャンピオン 44号（2008年10月30日） - マスコットガール選手権、エントリーNo.8

### DVD
1. High School Girl（スパイスビジュアル、2008年）
2. moecco ハイスクール ヒップに恋して（タスクビジュアル、2008年）
3. 149cm のみずき（ビーエムドットスリー、2009年）
4. 卒業しちゃった!（グラッソ、2010年）

### WEB
- Recommended Eggs 秋乃みずき
- どるばこ - どるばこ美女 File No.251